# Curtiss Model F
Ne doit pas être confondu avec le Curtiss SOC Seagull, un autre hydravion conçu par Curtiss.
Les Curtiss Model F étaient une famille d'hydravions des débuts de l'aviation, développés aux États-Unis par la Curtiss Aeroplane and Motor Company dans les années précédant l'éclatement de la Première Guerre mondiale.
Produits en grandes quantités, les Model F entrèrent en service dans l'US Navy sous les désignations C-2 à C-5, plus tard redésignés AB-2 à AB-5. De nombreux exemplaires furent exportés vers la Russie, et l'appareil fut également produit sous licence en Italie.

## Conception et développement

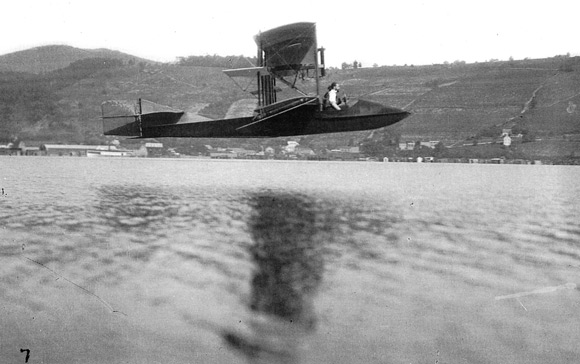
Premier vol réussi du Curtiss Flying Fish, au-dessus du Lac Keuka, dans l'État de New York, en juillet 1912.

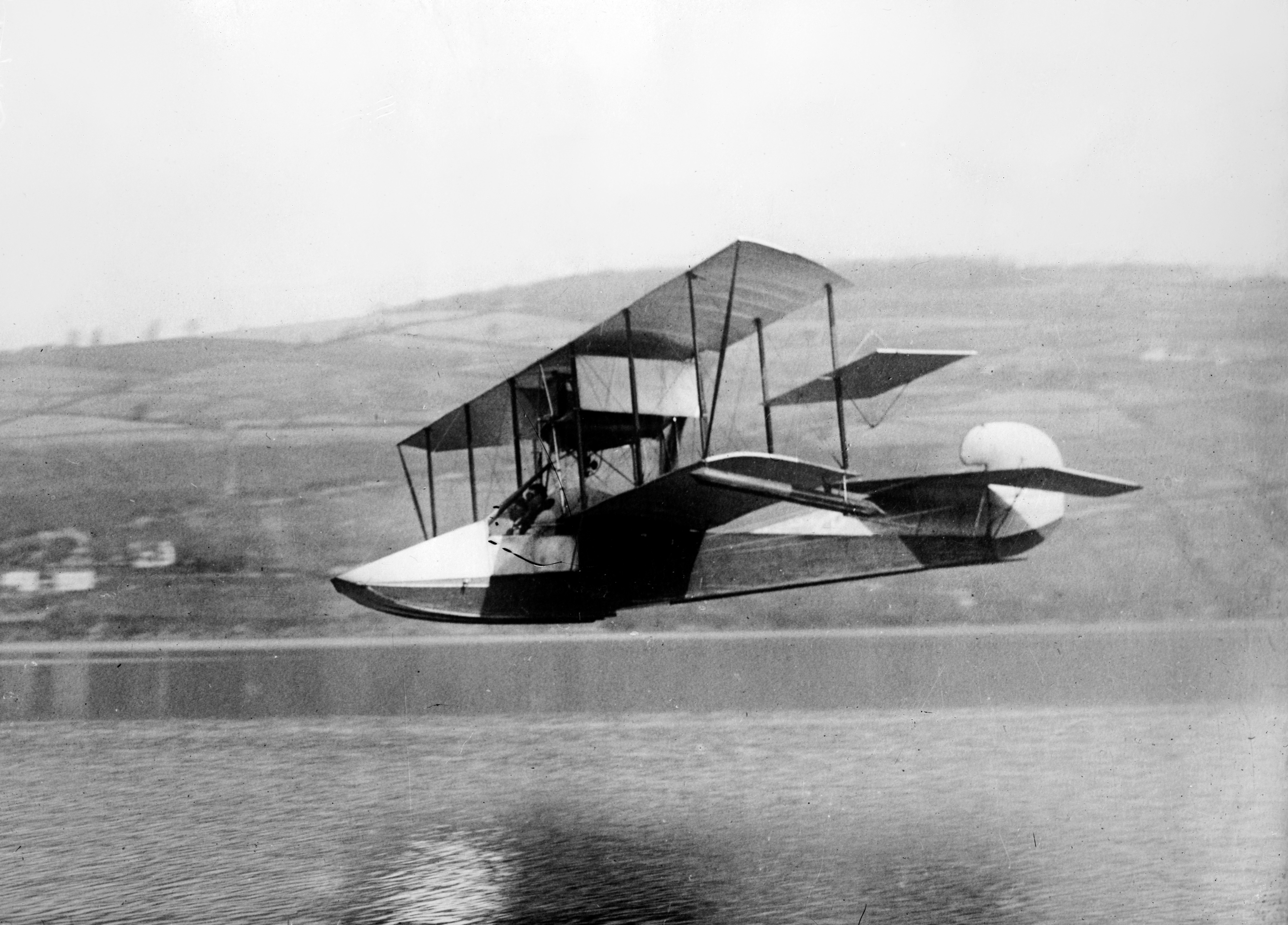
sur le Lac Keuka à bord de son Curtiss, en 1912. Notez le décrochement dans la forme de la coque.

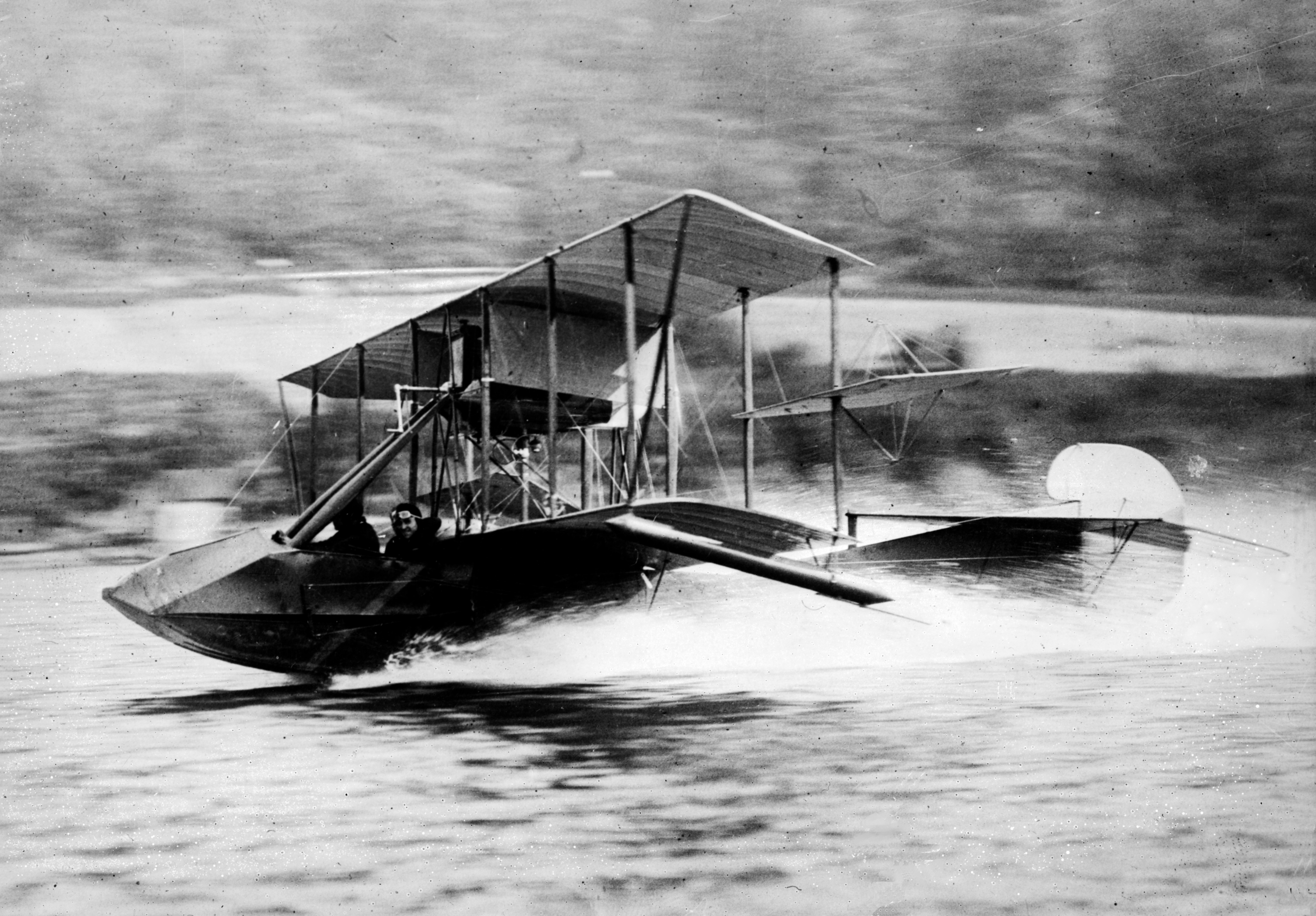
dans son hydravion Curtiss à 100 km/h, en 1912.

Ces hydravions étaient des appareils biplans, propulsés par un unique moteur à pistons installé parmi les renforts inter-plans et entraînant une hélice poussive (en anglais : pusher configuration). Un pilote et un passager étaient assis côte à côte dans un cockpit ouvert. La structure des ailes était dérivée de l'avion terrestre Model E et les deux ailes étaient d'envergure identique et sans décalage. Le contrôle en roulis de l'avion était assuré par de grands ailerons, installés dans l'espace entre les deux ailes et dépassant l'envergure des deux ailes elles-mêmes.
Les premiers exemplaires de ce nouvel appareil furent construits et vendus par Curtiss en 1912 sans posséder la moindre désignation particulière. Le nom de « Model F » n'entra en usage que l'année suivante. Pour ne pas arranger les choses, Curtiss introduisit une certaine confusion, en utilisant la désignation « Model E » pour certains des premiers exemplaires de cette famille, bien qu'ils fussent pourtant très différents des avions terrestres portant cette désignation.
Les Model F produits à partir de 1918 comprenaient des ailes revues et dont l'envergure était inégale, et disposant d'ailerons intégrés à l'aile supérieure. Des pontons avaient également été ajoutés aux côtés de la coque pour améliorer la manœuvrabilité de l'avion dans l'eau. Ces exemplaires reçurent la désignation de Model MF, pour « Modernised-F » (« F modernisé » en français), et furent plus tard nommés « Seagull » pour le marché civil d'après-guerre.

## Histoire opérationnelle
L'US Navy acheta quatre de ces appareils en plus du Curtiss Freak Boat (C-1/AB-1), qu'elle avait déjà obtenu et qui fut modernisé approximativement aux mêmes spécifications que les autres. L'un de ces avions, le C-2, devint le premier avion à voler sous le contrôle d'un pilote automatique, le 30 août 1913, lorsqu'il fut équipé d'un stabilisateur gyroscopique conçu par Elmer Sperry. Le même avion — alors redésigné AB-2 — devint ensuite le premier avion à être lancé par une catapulte depuis un navire de guerre alors qu'il était en mouvement, lorsqu'il décolla de l'USS North Carolina le 5 novembre 1915, piloté par le Captain Henry C. Mustin (en), alors troisième pilote aérien de la marine (Navy Air Pilot No. 3) et onzième aviateur naval (Naval Aviator No. 11). L'AB-3 devint, lui, le premier « plus lourd que l'air » américain à effectuer une action militaire, lorsqu'il fut lancé depuis le pont de l'USS Birmingham le 25 avril 1914 pour une mission de reconnaissance au-dessus de Veracruz, lors de l'occupation américaine de Veracruz.
L'US Navy acheta huit autres avions avant la fin de l'année 1916, mais les commandes de grandes quantités n'arrivèrent qu'après la sélection de l'avion comme hydravion d'entraînement standard de la Navy, en avril 1917. Une commande initiale de 144 exemplaires du modèle F basique fut passée, suivie par une autre pour 22 exemplaires du modèle MF, en 1918. 80 exemplaires supplémentaires du Modèle MF furent également produits sous licence par la Naval Aircraft Factory. Un petit nombre de Model E et Model F furent également achetés par l'US Army.
La Marine impériale russe acheta deux lots du modèle F en 1913 et 1914, et les utilisa au sein des flottes de la Mer Noire et de la Mer Baltique, avant d'être remplacés par des Curtiss Model K peu de temps après. En Italie, le représentant de Curtiss Enea Bossi Sr. (en) établit les droits pour une production locale sous licence du modèle F par les frères Zari, qui construisirent huit exemplaires dans leurs ateliers du quartier de Bovisa, à Milan. Le premier de ces avions fut présenté à la marine italienne sur le lac de Côme, le 22 septembre 1914. Le Model F fut adopté par la Regia Marina sur le cuirassé Dante Alighieri, les croiseurs Amalfi et San Marco, et le ravitailleur d'hydravions Elba.
Rodgers Airlines utilisa après-guerre une flotte de dix Curtiss Seagulls, jusqu'en 1927. Ces avions effectuaient des liaisons au large de Miami et Nassau pendant les mois d'hiver, et retournaient dans le nord de l'État de New York pour de la maintenance et du barnstorming pendant l'été.

## Versions
- Model E : Désignation parfois appliquée par erreur à certains des premiers exemplaires de cette famille d'avions ;
- Model F : Version de production standard à partir de 1912. L'avion reçut cette désignation en 1914, puis reçut la désignation numérique de Model 7 en 1930 :
  - White & Thompson 100hp Curtiss Flying Boat : Version améliorée du Model F qui vola pour la première fois en mars 1913. Les ailerons inter-plans de Curtiss furent remplacés par des ailerons plus classiques de bord de fuite sur l'aile supérieure ;
  - White & Thompson Bass-Curtiss Airboat : Reconstruction majeure d'un Model F, équipé d'un moteur Anzani (en), en juin 1914 ;
  - Sperry-Curtiss : Version amphibie du Model E pour Lawrence Sperry ;
  - School Machine : Désignation d'une version d'entraînement, dotée d'une rampe d'accès dans le nez ;
  - Sport Boat : Version luxueuse à trois sièges ;
  - Reid Hydroaeroplane : Version personnalisée pour Marshall Reid, avec un contrôle des ailerons obtenu par un berceau d'épaules
  - Model FL : Model F doté d'ailes provenant d'un Curtiss Model L. Un seul exemplaire fut construit, en 1917, aussi désigné Model 7[1].
- Model BAT : Prototype à hélice tractrice pour la conception du Model MF, plus tard redésigné Model 13 dans l'inventaire de Curtiss ;
- Model BAP : Prototype à hélice poussive pour la conception du Model MF, similaire au Model BAT, plus tard redésigné Model 14 dans l'inventaire de Curtiss ;
- Model MF : Version modernisée de 1914, devenue modèle de production standard à partir de 1918, plus tard redésigné Model 18 :
  - Seagull : Version civile après-guerre du MF dotée de deux sièges supplémentaires, plus tard redésignée Model 25. Environ seize exemplaires ont été vendus[4] ;
  - Seagull : Version amphibie du Seagull, plus tard redésignée Model 20[5].
- Judson Triplane : Version personnalisée triplan et agrandie ;
- McCormick Flying Boat : Version personnalisée agrandie et dotée de cinq sièges pour Harold McCormick.

## Utilisateurs
- Brésil : Aviation navale brésilienne ;
- Empire russe : La Marine impériale russe reçut deux lots de Model F en 1913 et 1914 ;
- États-Unis :
  - United States Navy
  - United States Army
  - American Trans-Oceanic Company (en)
- Royaume d'Italie : Regia Marina ;
- Royaume-Uni : La Norman Thompson Flight Company (en) acheta un exemplaire du Model F ;